# Jacques Ledure

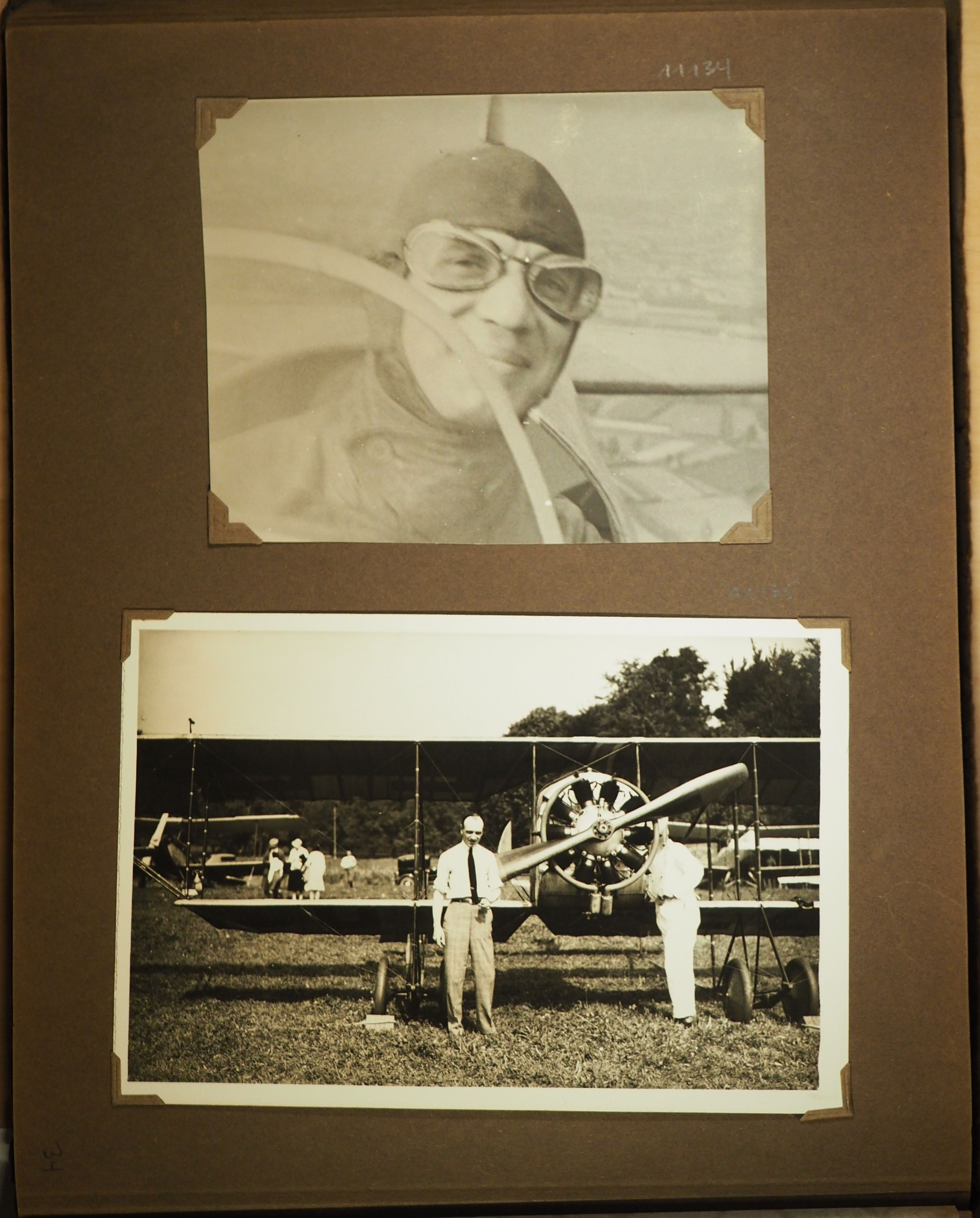
Jacques Ledure im Bild oben

Jacques Louis Edouard Ledure (* 26. März 1893 in St. Gilles; † 16. Mai 1948 in Chimay) war ein belgischer Autorennfahrer.

## Karriere als Rennfahrer
Jacques Ledure war in seiner Karriere dreimal beim 24-Stunden-Rennen von Le Mans am Start. Keinen der drei Einsätze konnte er beenden. 1924 fuhr er gemeinsam mit Henri-Julien Matthys einen Bignan und fiel genauso mit einem Defekt aus wie 1925 und 1928, als beim Chrysler 72 der Kühler brach. 
Sein größter Erfolg bei einem Langstreckenrennen war der zweite Gesamtrang beim 24-Stunden-Rennen von Spa-Francorchamps 1927.

## Statistik

### Le-Mans-Ergebnisse
| Jahr | Team                                      | Fahrzeug                          | Teamkollege          | Platzierung | Ausfallgrund |
| ---- | ----------------------------------------- | --------------------------------- | -------------------- | ----------- | ------------ |
| 1924 | Établissements Industriels Jacques Bignan | Bignan 3 Litre                    | Henri-Julien Matthys | Ausfall     | Motorschaden |
| 1925 | Chenard & Walcker                         | Chenard-Walcker Type U 22CV Sport | André Pisart         | Ausfall     | Motorschaden |
| 1928 | Grand Garage Saint-Didier Paris           | Chrysler 72 Six                   | Goffredo Zehender    | Ausfall     | Kühler       |

### 24-St-Spa-Ergebnisse
| Jahr | Team                              | Fahrzeug                          | Teamkollege         | Platzierung | Ausfallgrund |
| ---- | --------------------------------- | --------------------------------- | ------------------- | ----------- | ------------ |
| 1924 | Automobiles Bignan                | Bignan 3 Litre                    | Boris Iwanowski     | Ausfall     | Unfall       |
| 1925 | Chenard & Walcker                 | Chenard-Walcker Type U 22CV Sport | André Pisart        | Rang 16     |              |
| 1926 | Société des Moteurs Salmson       | Salmson GS                        | Lionel de Marmier   | Ausfall     | unbekannt    |
| 1927 | Société des Automobiles Excelsior | Excelsior Adex C Sport            | André Dills         | Rang 2      |              |
| 1928 | Grand Garage Saint-Didier Paris   | Chrysler 72 Six                   | Goffredo Zehender   | Rang 3      |              |
| 1929 | Minerva Motors                    | Minerva AKS                       | Jacques Lamarche    | Ausfall     | Unfall       |
| 1930 | Automobiles Imperia               | Imperia                           | Frédéric Théllusson | Rang 17     |              |
| 1931 | Vladimir Narichkine               | Graham-Paige                      | Vladimir Narichkine | Rang 10     |              |